# Rose-Aimée Bélanger
Pour les articles homonymes, voir Bélanger.
Rose-Aimée Bélanger, née le 4 juillet 1923 à Guérin et morte le 12 novembre 2023 à Earlton en Ontario, est une sculptrice canadienne.

## Biographie
Rose-Aimée Clémentine Morin naît le 4 juillet 1923 à Guérin au Témiscamingue. Elle se marie avec Laurent Bélanger avec lequel elle s'installe à Timmins dans le Nord-Est de l'Ontario en 1946.  
En 1942, Rose-Aimée entreprend des études en service social à l’Université de Montréal. C'est en septembre 1944 qu'elle amorce, en catimini, des cours du soir à l’École des beaux-arts de Montréal. 
Ses premières sculptures aux silhouettes filiformes et en argile font place aux femmes rondes en bronze. 
En 2022, Le Musée d'art de Rouyn-Noranda lui consacre une exposition rétrospective intitulée:  Rose-Aimée Bélanger Du grès au bronze. 40 ans de sculpture.

### Œuvres principales
- Les liseuses, 2011, sculpture présente devant le 500, Grande Allée Est dans la ville de Québec depuis 2013[4].
- Les chuchoteuses, 2006, bronze, Montréal
- Planteur d’arbres, 1985, bronze exécuté à la fonderie Lost and Foundry de Dale Dunning à Almonte, Ontario.

## Galerie

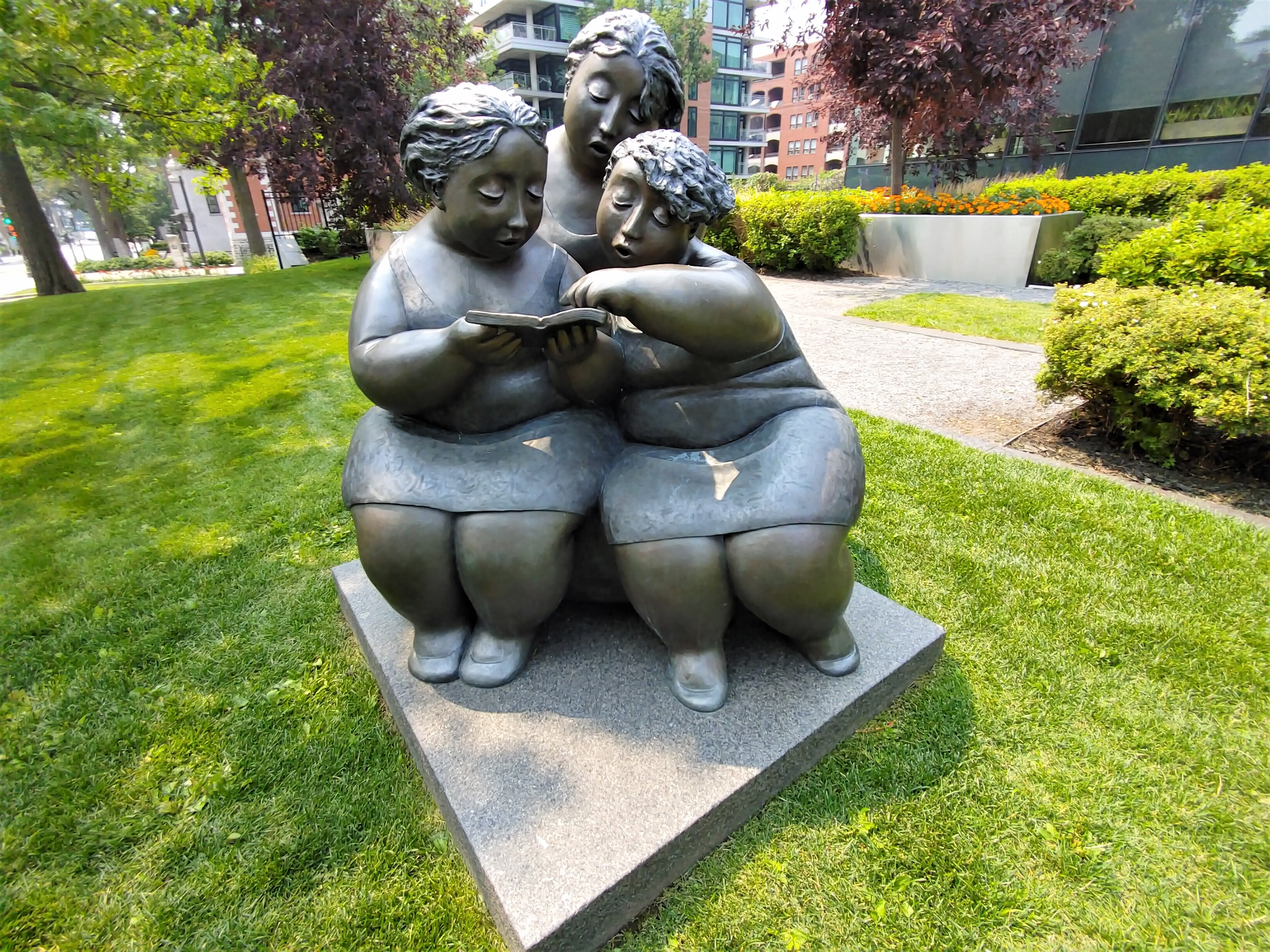
Les liseuses, bronze de Rose-Aimée Bélanger, 2011, grand format réalisé par l'atelier du bronze d'Inverness, Québec, situé devant l'édifice J.-A.-Tardif, au 500, Grande Allée Est, Québec

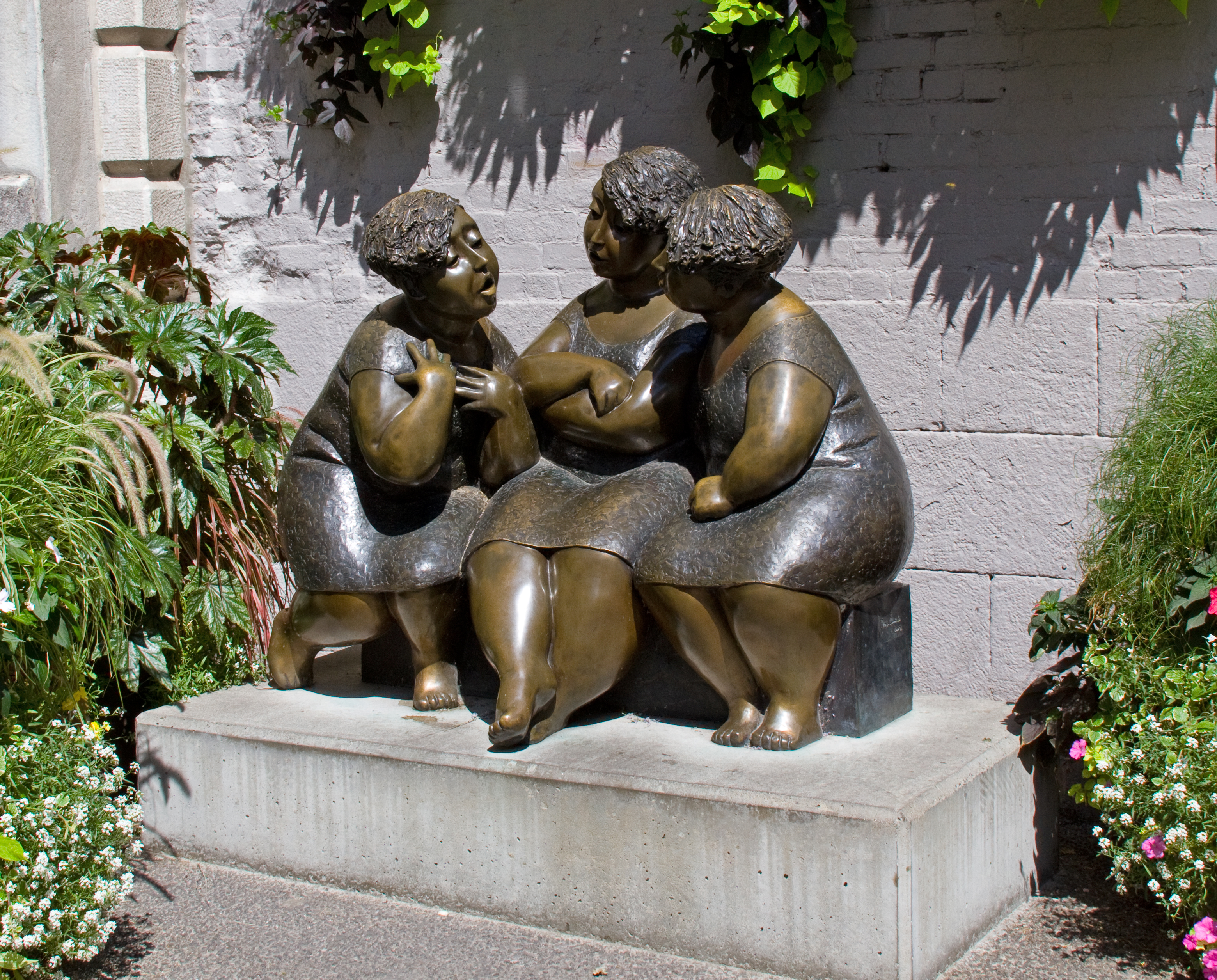
Les chuchoteuses, 2002, Placette Saint-Dizier, Montréal